# Tipp-Ex

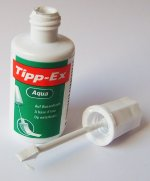
Ein Fläschchen Korrekturflüssigkeit (auf Wasserbasis) mit Auftragsschwämmchen im Deckel

Benutzung von Tipp-Ex an einem Beispiel

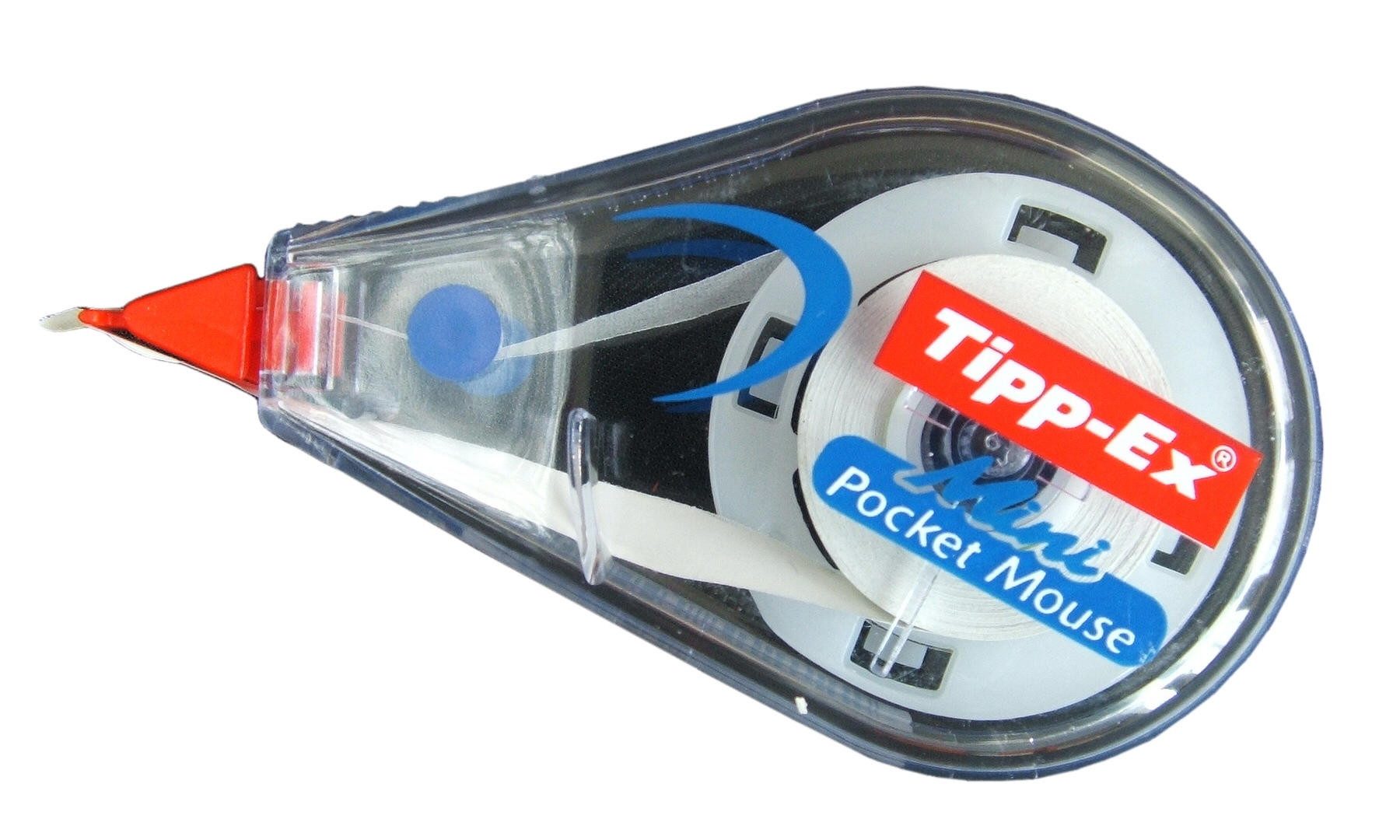
Korrekturroller Tipp-Ex Mini Pocket Mouse

Tipp-Ex ist ein Markenname für Korrekturfolien und -flüssigkeit zum Überdecken von Tippfehlern beim Schreiben mit der Schreibmaschine. Erfinder dieser Korrekturmittel war Wolfgang Dabisch, der darauf 1959 ein Patent erhielt und in Eltville am Rhein die Firma Tipp-Ex gründete, um die gleichnamigen Erzeugnisse herzustellen.
Kurz danach gründete Otto Wilhelm Carls in Frankfurt am Main die Tipp-Ex Vertrieb GmbH & Co. KG. Das Produkt wurde schnell populär und fand so große Verbreitung im In- und Ausland, dass sich der Markenname Tipp-Ex im umgangssprachlichen Gebrauch als Gattungsname für Schreibfehler-Korrekturhilfsmittel etablierte.

## Korrekturflüssigkeit
Eine der ersten Korrekturflüssigkeiten erfand Bette Nesmith Graham 1956.

## Korrekturpapier

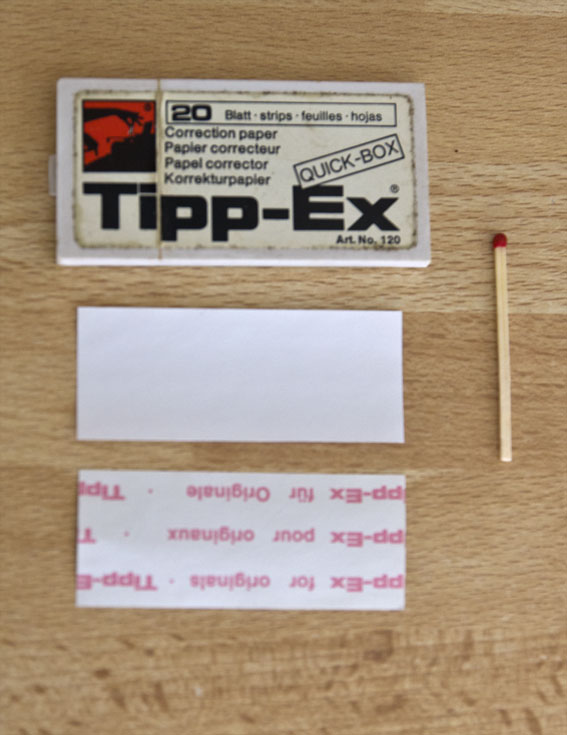
Vorder- und Rückseite eines Korrekturpapieres mit Aufbewahrungsbox

Tipp-Ex zur Verwendung mit Schreibmaschinen besteht aus Folienblättchen im Format ca. 2 cm × 5 cm, die auf einer Seite mit feinpulvriger weißer Farbe beschichtet sind. Um ein fälschlich getipptes Zeichen zu korrigieren, bringt man den Fehler an die Aufschlagsstelle der Typen, legt das Tipp-Ex mit der beschichteten Seite auf das Papier und tippt das falsche Zeichen nochmals. Durch den Anschlag löst sich weiße Farbe so ab, dass das Zeichen dadurch überdeckt wird. Die so überdeckte Stelle kann anschließend wieder neu beschrieben werden.

## Geschichte
Zuerst stellte Wolfgang Dabisch Korrekturpapier her, ab 1965 wurde auch ein flüssiges Korrekturhilfsmittel unter dem Namen Tipp-Ex verkauft, das hauptsächlich zur Abdeckung von Schreibfehlern bei handschriftlichen Texten diente. Der Verkauf des gleichen Produkts unter dem Namen C-Fluid durch denselben Hersteller konnte die öffentliche Wahrnehmung eines Quasi-Monopols auf diesem Gebiet nicht ernsthaft verhindern.
Erfunden wurde das Prinzip der Korrekturflüssigkeit von Bette Nesmith Graham. Sie arbeitete Anfang der 1950er Jahre als Sekretärin bei der Bank Texas Bank and Trust in Dallas. Graham überpinselte vertippte Buchstaben oder Wörter mit Malerei-Farbe, pustete und schrieb neu darüber. Später vermarktete sie das Produkt unter dem Namen Liquid Paper.
Da das im flüssigen Tipp-Ex bis 1991 verwendete chlororganische Lösungsmittel 1,1,1-Trichlorethan Bedenken hinsichtlich gesundheitlicher Risiken auslöste und dann verboten wurde, verwendete die Firma stattdessen seit etwa 1989 das Lösemittel 1,2-Dibrom-1.1.2.2-Tetrafluorethan, welches allerdings die Ozonschicht schädigt. Heute werden andere Lösungsmittel verwendet, später auch eine wasserlösliche Variante produziert.
Ab 1992 stellte Tipp-Ex auch Korrekturbänder her, ab 1998 auch Korrekturstifte.
Seit 1997 befindet sich Tipp-Ex im Eigentum der BIC Group. Aus dem Erlös des Verkaufs gründeten Otto Wilhelm Carls und seine Frau Ursula Carls die Carls Stiftung.

## Kurioses
Eine ungewöhnliche Verwendung ist der Einsatz beim Schmieden von sogenanntem Kanisterdamaszenerstahl. Beim Feuerschweißen wird Tipp-Ex als Trennschicht zwischen dem hochwertigen Stahl im Inneren und dem minderwertigen Stahl des Kanisters benutzt, damit sich letzterer nach dem Schweißvorgang leichter entfernen lässt.
Eine skurrile Verwendung fand Korrekturpapier bei Vogelzug-Experimenten der Arbeitsgruppe von Wolfgang Wiltschko an der Goethe-Universität in Frankfurt. Dazu wurden Vögel in sogenannte Emlen-Trichter gesetzt, die mit Tipp-Ex-Papier ausgekleidet und oben mit einer Glasscheibe abgedeckt waren. Die Vögel hinterlassen beim Hochhüpfen im Trichter Kratzspuren auf dem Tipp-Ex-Papier, die hinsichtlich der Orientierungsrichtung ausgewertet wurden.